# Estrella de Teegarden
L'Estrella de Teegarden, també coneguda com a SO025300.5+165258, és una estrella de la constel·lació d'Àries descoberta el 2003 es caracteritza per tenir un moviment propi molt elevat (5,06±0,03 segons d'arc/any). Només es coneixen set estrelles amb un moviment propi tan elevat.
Sembla ser una nana vermella, una classe d'estrelles de baixa temperatura i baix esclat. Això podria explicar perquè no havia estat descoberta abans, per mor de tenir només una magnitud aparent de 15,4 (i una magnitud absoluta de 17,47). La paral·laxi va ser mesurada, en un principi, com a 0,43±0,13 segons d'arc.
La paral·laxi va ser mesurada, en un principi, com a 0,43±0,13 segons d'arc. Això posava aquest estel a 7,50 anys llum, la qual cosa feia de l'estrella de Teergarden la tercera estrella en distància des del Sol, posavant-la per tant entre l'estrella de Barnard i Wolf 359.
Es creu que hi podria haver altres nanes vermelles febles i fàcils de veure que es podrien trobar en els 20 anys-llum més pròxims, com mostren els informes sobre la població estel·lar, la seva quantitat és molt més baixa que allò que es podria esperar.